# واترپلو در المپیک تابستانی ۱۹۴۸
واترپلو در بازی‌های المپیک تابستانی ۱۹۴۸ نام رویداد ورزش واترپلو در بازی‌های المپیک تابستانی بود که در سال ۱۹۴۸ برگزار شد.